# حسن حردان الأنباري
الشيخ حسن جليل حسن محمد عباس حردان الأنباري (1375 هـ - الآن). هو رجل دين شيعي عراقي ومُؤلّف لعدد من الكتب الدينية، وصاحب موسوعة صحف الطيبين، ومُساهمٌ في لجان تحقيقية في تحقيق بعض الكتب التي طُبعت ككتاب تفسير التبيان للطوسي، وكتاب نهاية الدراية للأصفهاني، كما شارك في تحقيق كتب الأصول للخميني، وأجزاءٌ من كتاب الجواهر لمحمد حسين الجواهري النجفي، وكتاب الغدير للأميني، وكثير من الكتب المتفرقة.

## ولادته ونشأته
كانت ولادته في مدينة عين تمر التابعة لمحافظة كربلاء في الثالث من شهر شعبان 1375 هـ الموافق للخامس عشر من 1956 م، وقد ابتدأ فيها دراسته الأكاديمية، وأكمل سنة من دراسته ثم انتقلت أسرته إلى النجف وبقوا فيها لمُدّة ثلاث سنوات؛ فأكمل فيها قسماً من دراسته الابتدائية، ثم انتقل مع أسرته إلى كربلاء، وأكملت فيها أواخر الدراسة الابتدائية والدراسة المتوسطة والإعدادية، وتوظّف فيها بعد أن أكمل الدراسة الأكاديمية في قسم الحسابات بالإدارة في بغداد.

## هجرته إلى إيران والتحاقه بالحوزة
حاول الأنباري الالتحاق بالحوزة العلمية في النجف إلّا أن الصعوبات آلت دون ذلك؛ وانتقل إلى شمال العراق، ورحل إلى إيران ودخلها في أوائل شهر مُحرّم 1402 هـ المُصادف لسپتمبر / أيلول 1982 م؛ فالتحق بالحوزة العلمية في قم، ودرس كتاب التمهيد في علوم القرآن لمحمد هادي معرفة عند عادل العلوي الذي هو مُلخِّص الكتاب كذلك، وبعده درس عنده كتاب الباب الحادي عشر في العقائد. والتزم بالحضور في مدرسة جابر بن حيّان التابعة للمرجع محمد الحسيني الشيرازي؛ ودرس عند ابنه محمد رضا كتاب شرح التجريد في العقائد، كما درس عنده قسماً من كتاب شرائع الإسلام في الفقه وعند القزويني، ودرس كتاب المعالم في أصول الدين عند محمد باقر الفالي.
درس كذلك علم المنطق عند أبو ميثم الخفاجي في الحسينية النجفية، وقسمٌ من كتاب اللمعة الدمشقية عند علم الهدى، كما درس عند ألفية ابن مالك، كما درس قسماً من كتاب الحلقات لمحمد باقر الصدر عند كمال الحيدري في مسجد الإمام زين العابدين ومدرسة الهادي، وحضر دروس التفسير التي يُلقيها الصادقي في مسجد الإمام زين العابدين.
في البحث الخارج حضر دروس في الفقه عند محمد فاضل اللنكراني، وناصر مكارم الشيرازي، وحضر في الأصول عند الوحيد الخراساني، وجعفر السبحاني. وحضر في فترات متفرقة دروس كل من: الداماد في الفقه والأصول، وعبد الله الجوادي الآملي في التفسير، وجواد التبريزي في الفقه، ودروس محمد هادي معرفة التي يُلقيها في شهر رمضان.

## مؤلفاته
| - موسوعة صحف الطيبين. - صحيفة الثقلين. | - هذه أصول ديني. |

## وصلات خارجية
- موقع موسوعة صحف الطيبين - الموقع الرسمي للأنباري.